# Kurt Georg Wernicke
Kurt Georg Wernicke (* 6. Oktober 1909 in Berlin; † 8. November 1997 in Bonn) war ein deutscher Jurist und Bibliothekar.

## Leben
Nach seinem Jurastudium arbeitete Wernicke bis zum Zweiten Weltkrieg als Richter in Berlin. 1948–1949 war er wissenschaftlicher Assistent im Ausschuss für Grundsatzfragen des Parlamentarischen Rates. Nach Verkündung des Grundgesetzes sorgte er in der Abwicklungsstelle des Parlamentarischen Rates für die Aufbereitung und Dokumentation der Entstehungsmaterialien. 1952 übernahm er die redaktionelle Bearbeitung des Bonner Kommentar zum Grundgesetz und betreute ihn bis 1960. Von 1953 bis 1958 war er Beisitzer am Bundesdisziplinarhof.
Ebenfalls 1953 wurde er Leiter der Wissenschaftlichen Abteilung der Bundestagsverwaltung und zugleich – bis 1964 – Direktor der Bibliothek.
In dieser Eigenschaft richtete er etwa die systematische Dokumentation der Entstehungsgeschichte aller Bundesgesetze ein. Er legte als Teil der Pressedokumentation des Bundestages auch die Karikaturensammlung an, die mittlerweile die größte Europas ist. Von 1972 bis zu seiner Pensionierung 1974 leitete er die 1970 neu organisierte Hauptabteilung Wissenschaftliche Dienste des Bundestages.
Geehrt wurde er insbesondere durch die Verleihung des Großen Bundesverdienstkreuzes und durch die Widmung einer Festschrift der Arbeitsgemeinschaft der Parlaments- und Behördenbibliotheken unter dem Titel Information und Dokumentation im behördlichen Bereich zu seinem 65. Geburtstag.
Wernicke verstarb am 8. November 1997.